# Batarà encaputxat
El batarà encaputxat (Taraba major) és una espècie d'ocell de la família dels tamnofílids (Thamnophilidae) i única espècie del gènere Taraba R Lesson, 1831.
Habita el sotabosc de la selva pluvial, bosc pantanós, matollar humit, bambú, zones humides i boscos de les terres baixes, des de Mèxic a Veracruz, nord de l'estat d'Oaxaca, estat de Tabasco i Chiapas cap al sud a la llarga del vessant del Carib fins Nicaragua, ambdues vessants de Costa Rica i Panamà i des de Colòmbia, Veneçuela, Trinitat i Guaiana, cap al sud, per l'oest dels Andes, fins al nord-oest de Perú i, per l'est dels Andes, a través de l'est de l'Equador, est del Perú, Bolívia, Paraguai i Brasil fins a l'Uruguai i nord de l'Argentina.